# Otmar Nachtgall

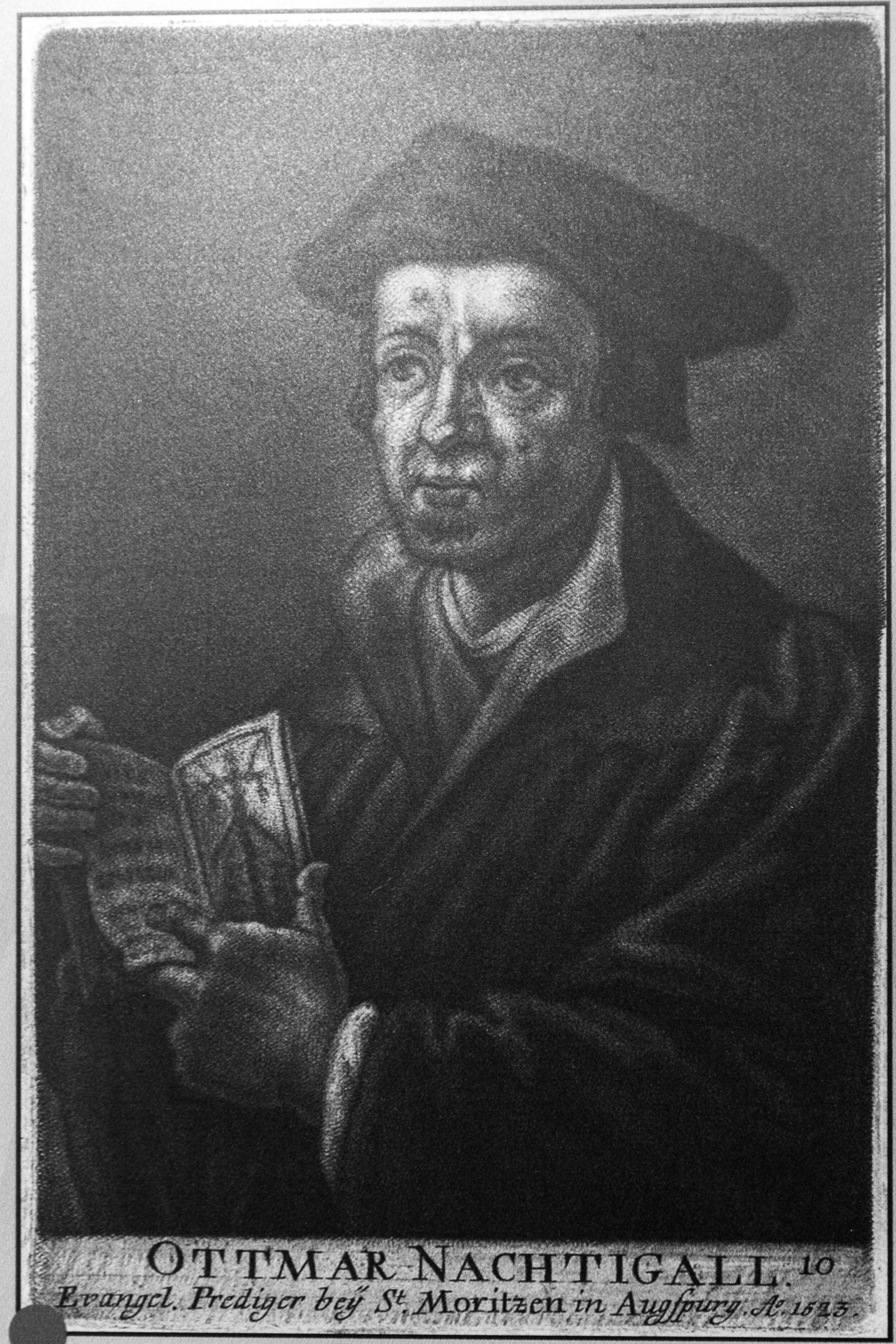
Ottmar Nachtgall (1480–1537)

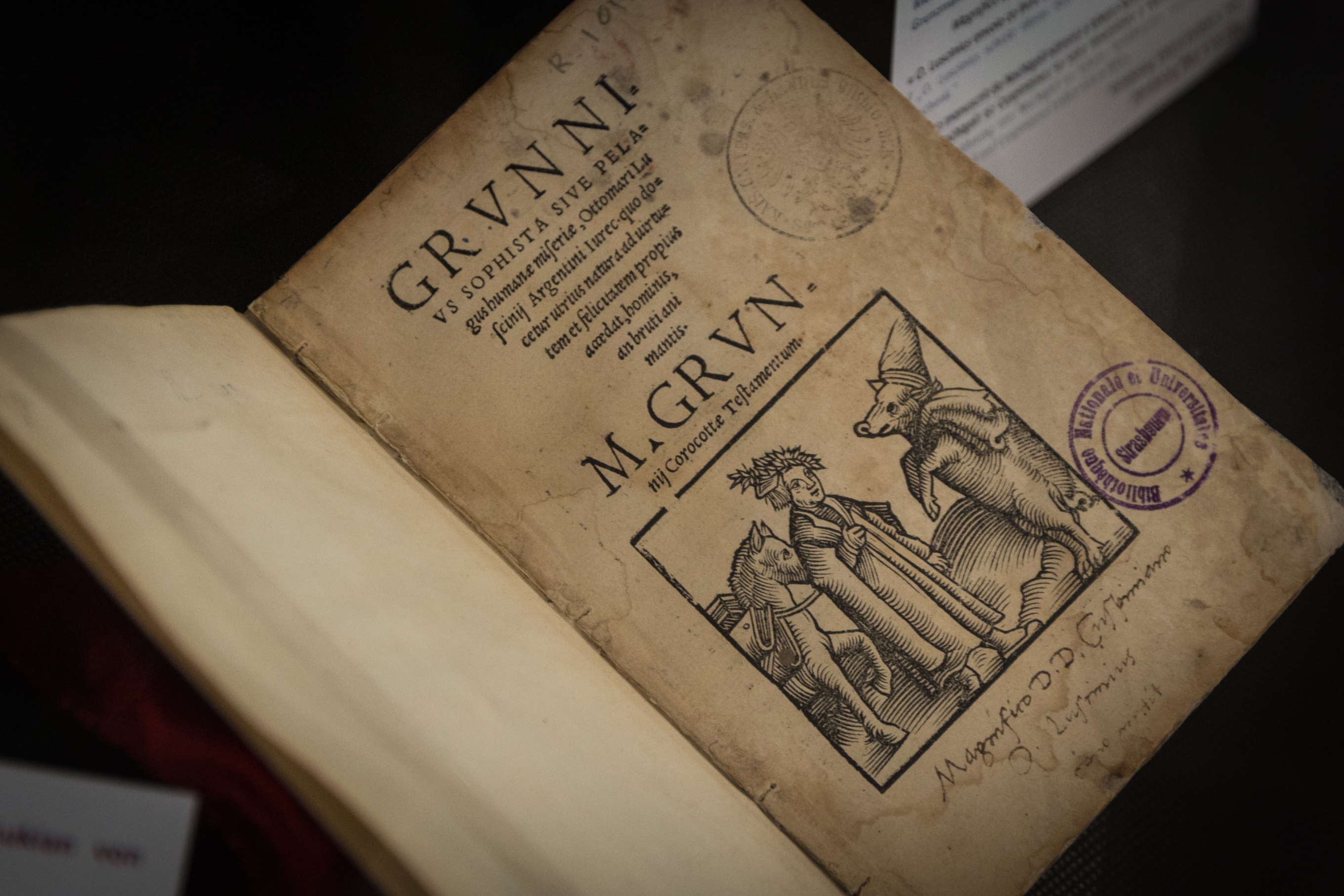
Grunnius sophistica (Exemplar aus der National- und Universitätsbibliothek Straßburg)

Otmar Nachtgall  (latinisiert Ottomarus Luscinius; * 1478/80 in Straßburg; † 5. September 1537 in Freiburg im Breisgau) war ein Humanist, Theologe, Übersetzer und Musiker mit einer Vielfalt von Interessen, die sich auch in seinen Schriften auf Deutsch, Griechisch und Latein niederschlugen. Er war Doctor iuris pontificii.

## Leben
Otmar Nachtgall wurde 1478/1480 in Straßburg als Sohn von Johannes und Ottilia Nachtgall geboren.
Seine erste Ausbildung erhielt er in Straßburg, wo er von den Humanisten Johann Geiler von Kaysersberg und Jakob Wimpfeling geprägt wurde. Im Jahr 1494 immatrikulierte er sich an der Universität Heidelberg und schloss mit dem Baccalaureat im Juli 1496 ab. Die folgenden Jahre waren durch eine intensive Reisetätigkeit geprägt, die ihn nach Paris, Padua, Wien, in den Vorderen Orient und nach Griechenland führte.
Hervorzuheben ist die Universität Wien. Nach seiner Immatrikulation ließ er sich durch Wolfgang Grefinger zum Organisten und Komponisten ausbilden. Auch hielt er Vorlesungen über Musik. Hier fand er auch ein großes Interesse an dem bedeutendsten Orgelspieler dieser Zeit Paul Hofhaimer.
In den Jahren 1510 und 1511 wohnte er in Augsburg bei dem Humanisten Konrad Peutinger und stellte dort auch die Verbindung zu Sebastian Virdung her, dessen Werk Musica getutscht er ins Lateinische übertrug.
Von 1511 bis 1514 lebte er in Paris, wo er Theologie, Griechisch bei Hieronymus Aleander und Latein bei Fausto Andrelli studierte.
Von 1514 bis 1522 war er wieder in Straßburg, ab 1515 als Vikar und Organist an der Thomaskirche. Seine weiteren Tätigkeiten waren die Fertigstellung der Musicae Institutiones, basierend auf seinen Wiener Vorlesungen, und die Einführung des Griechischstudiums in Straßburg, wozu er auch eine Grammatik und Textausgaben des Griechischen herausgab.
Im Jahr 1518 ließ er sich beurlauben, um zum Doctor iuris pontificii zu promovieren. Da sich in Straßburg die Reformation durchsetzte, verlor er sein Organistenamt 1520.
1523 siedelte er zum zweiten Mal nach Augsburg über. Er lebte dort in dem Benediktinerkloster St. Ulrich und Afra. Im Jahr 1524 hielt er auf Bitten des Abts Johannes Schrot Vorlesungen über die Psalmen, die sich in einer lateinischen und deutschen Psaltererklärung niederschlugen, die noch im gleichen Jahr gedruckt wurde.
Durch Vermittlung der Fugger erhielt er ein Kanonikat und das Predigtamt an St. Moritz in Augsburg.
Er war 1526 Mitglied der Delegation Bischof Hugos von Konstanz für die Disputation mit Zwingli in Baden.
Trotz seiner eigenen Kritik am Zustand der alten Kirche vertrat er die katholische Kirche in Augsburg entschieden. Dies brachte ihn in Konflikt mit dem lutherischen Rat der Stadt, der zeitweise in einem Verbot, die Hauptstraßen zu betreten, gipfelte. Auch der Einsatz Kaiser Karls V. und König Ferdinands half nicht gegen ein Predigtverbot des Rats. Das führte dazu, dass er aus seinen Augsburger Ämtern weichen musste. Die Fugger gewährten ihm eine jährliche Pension von 80 Gulden.
Im Jahr 1528 siedelte er deshalb nach Freiburg im Breisgau um und nahm das Amt des Münsterpredigers an. Er wohnte im Haus zum Walfisch mit Erasmus von Rotterdam. Einen Ruf nach Mainz und das Amt des Dekans der Liebfrauenkirche in München lehnte er ab. Er unternahm weitere Reisen, so 1531 eine Wallfahrt nach Marseille und 1532 nach Mainz. In Freiburg entwickelte sich eine enge Beziehung zur Kartause bei Freiburg, so dass er auf seinen Wunsch 1537 auf dem dortigen Friedhof beigesetzt wurde und seine umfangreiche Bibliothek (ca. 390 Bücher) und seinen Besitz dem Kloster vermachte. Teile der Bibliothek sind heute im Besitz der Universitätsbibliothek Freiburg, sein Testament wird im Stadtarchiv Freiburg aufbewahrt.

## Schriften (Auswahl)
- 1515: Musicae institutiones – Musiktheoretische Schriften und Kompositionen: Seine musiktheoretischen Vorlesungen in der Universität Wien.
- 1515: Collectanea sacrocancta – Eine kurze Einführung in die griechischen Buchstaben und Laute, die wichtigsten christlichen Gebete in Griechisch und Latein
- 1517: Progymnasmata graecanae literaturae – Eine griechische Kurzgrammatik, in erweiterter Form 1521, 1523
- 1524: Allegoriae Psalmorum – Lateinische und deutsche Erklärung der Psalmen.
- 1524/1525: Die evangelisch Hystori (Evangelienharmonie)

Neuausgabe hrsg. von Petra Hörner, Berlin: Weidler 2008 (Bibliothek seltener Texte in Studienausgaben; 13) ISBN 978-3-89693-520-5
- 1536: Musurgia seu praxis musicae – enthält im ersten Teil die lateinische Übersetzung von Musica getutscht von Sebastian Virdung.